# Gottenau (Markt Rettenbach)
Gottenau ist ein Gemeindeteil des oberschwäbischen Marktes Markt Rettenbach im Landkreis Unterallgäu in Bayerisch-Schwaben. 

## Lage
Das Dorf Gottenau liegt etwa zwei Kilometer nördlich vom Hauptort Markt Rettenbach entfernt. Durch den Ort verläuft die Kreisstraße MN 32. Am westlichen Ortsrand fließt die Östliche Günz, östlich begrenzt das Waldgebiet Brandholz den Ort. Die Fluren um die Ortschaft werden landwirtschaftlich genutzt.

## Geschichte

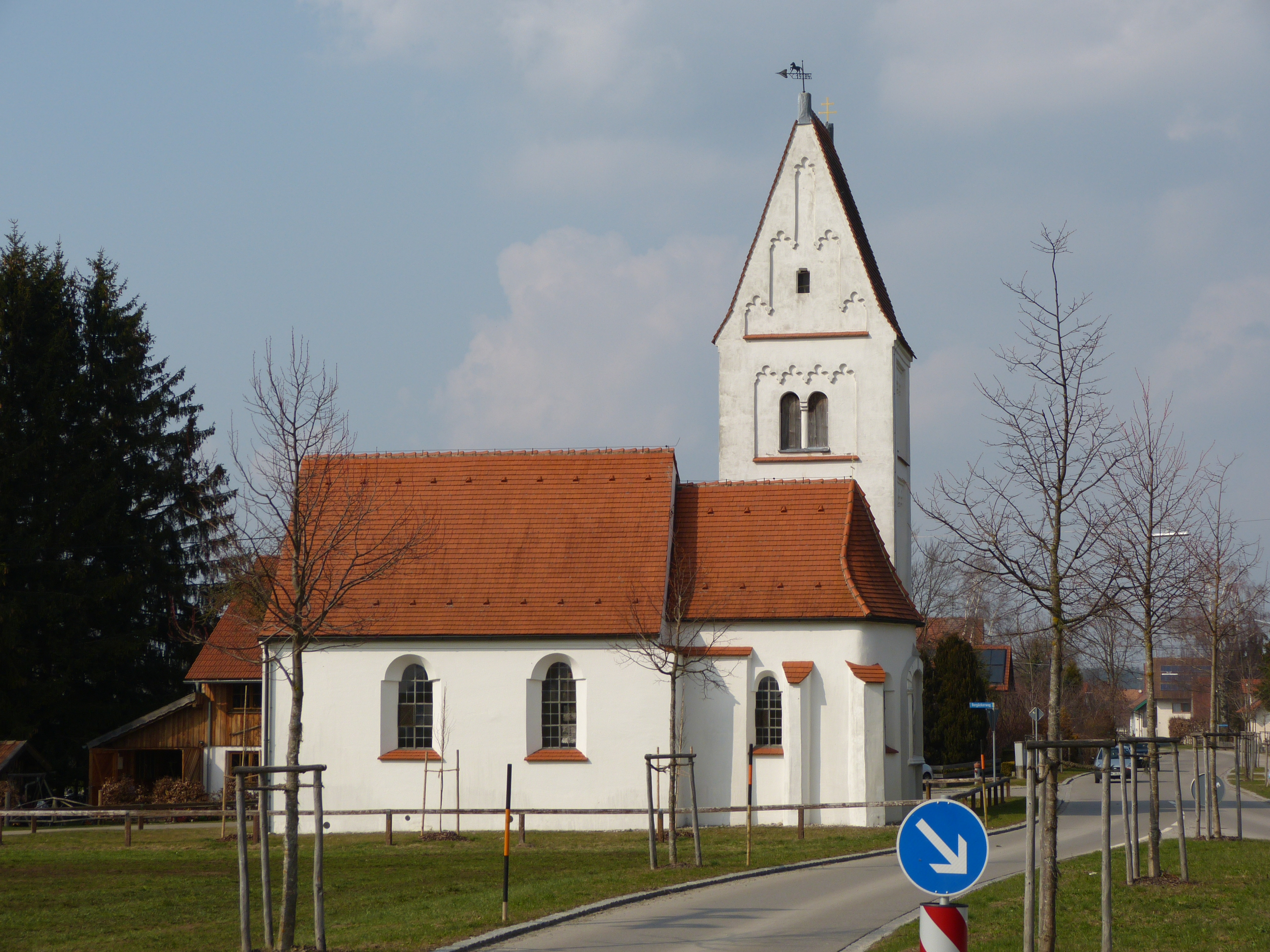
St. Leonhard in Gottenau

Erstmals wurde der Ort Gottenau 1167 mit der Reliquienschenkung des Ottobeurer Abtes Isingrim urkundlich erwähnt. In einer Verkaufsurkunde der Herrschaft Hohenthann erschien der Ort 1404. Im Hochmittelalter hatte die Herrschaft Ursin-Ronsberg den größten Grundbesitz im Ort, nur das Kloster Kempten hatte Streubesitz. Nachdem im 13. Jahrhundert die Herrschaft Ursin-Ronsberg zerfallen war, besaßen mehrere Grundherren, darunter die Herrschaft Ronsberg, die Herrschaft Stein zu Nassau, die Herrschaft Willofs und die Herrschaft Hohenthann Teile von Gottenau. Die Hohe Gerichtsbarkeit übte die Herrschaft Ronsberg bis 1561 aus. Als Ortsherr trat allerdings bis 1404 die Herrschaft Hohenthann auf, die im gleichen Jahr das Dorf an den Memminger Bürger Otmar Leutkircher verkaufte. Dieser veräußerte den Ort mit allen Rechten und Zugehörden an den Memminger Patrizier Hans Funk. Sein Erbe Baltasar Funk verkaufte ihn 1537 dem Memminger Patrizier und Bürgermeister Hans Ehinger, der ihn 1546 an Hans Vöhlin weitergab. Durch das geschickte Kaufverhalten der Memminger Bürgergeschlechter Leutkircher, Funk, Ehinger und Vöhlin konnte sich ein zusammenhängender Besitzkomplex bilden. Die Leutkircher erwarben 146 ein Gut von Hans vom Stein, die Funk 1465 zwei Höfe vom Kloster Ottobeuren und 1504 Rechte an verschiedenen Gottenauer Gütern von ihren Untertanen und Lehenäcker vom Kloster Kempten. Neben den Ortsherren erschienen im 15. Jahrhundert als auswärtige Besitzer von Teilen des Ortes das Kloster Kempten, das Reichsstift Ottobeuren, Hans Adam vom Stein und die Familie Sättelin aus Memmingen. Die Familie Vöhlin verkaufte den Besitz im Jahre 1584 an Jakob Fugger. Die Fugger hatten den Kauf bereits Jahre zuvor ins Auge gefasst, als sie 1552 die Lösung Kempter Lehen aus dem Lehensverband des Klosters und die Entlassung von Leibeigenen des Klosters erreichten. Sie erwarben vom letzten verbliebenen auswärtigen Grundbesitzer Hans Caspar von Schönau zu Stein und Ronsberg den Grundbesitz im Ort, der aus zwei Höfen bestand. Mit diesem Kauf waren die Fugger ab 1609 die alleinigen Herren über den Ort und besaßen die Niedere Gerichtsbarkeit. Die hohe Gerichtsbarkeit behielt jedoch die Herrschaft Ronsberg. 
Mit der Rheinbundakte kam der Ort im Jahre 1806 zu Bayern und bildete zusammen mit dem Nachbarort Erlis die Gemeinde Gottenau. Damals hatte das Dorf 28 Haushalte. Zwischen 1965 und 1969 wurde die Flurbereinigung durchgeführt, an der 28 Höfe beteiligt waren. Am 1. Mai 1978 erfolgte die Eingliederung in den Markt Markt Rettenbach, und Gottenau verlor die Selbständigkeit.

## Kultur und Sehenswürdigkeiten
Im Ort steht die Filialkirche St. Leonhard. 